# Miguelanxo Prado
Miguelanxo Prado est un auteur de bande dessinée, illustrateur et réalisateur espagnol, né en 1958 à La Corogne (Galice, Espagne).

## Biographie
Miguelanxo Prado est issu d'un milieu littéraire. Prado découvre la bande dessinée à l'âge de 19 ans. En 1975, il commence des études d'architecture mais les délaisse et ses premières planches sont publiées dans un fanzine ; il explore des genres très variés. En 1988, Chienne de vie contribue à sa notoriété en Espagne et, l'année suivante, les Humanoïdes associés publient en France Demain les Dauphins, suivi d'autres albums. En 1992, son roman graphique Trait de craie reçoit le fauve de la meilleure bande dessinée étrangère. À partir de 1996, et pendant quatre ans, il réalise des épisodes du dessin animé Men in Black, avant de réaliser son propre long-métrage d'animation : De profundis. En 2013, il livre Ardalén, une « fiction fantastique ».
Il est également professeur à Pontevedra dans la seule école de bande dessinée de Galice, O Garaxe Hermético.

## Œuvres publiées

### En espagnol
- Fragmentos de la enciclopedia délfica, 1982-1983
- Stratos, 1984-1985
- Crónicas Incongruentes, 1985-1986
- Quotidianía Delirante, 1988, 1990 et 1996
- Tangencias, 1987-1996
- Trazo de Tiza, Norma Editorial, 1993
- Pedro y el lobo, Norma Editorial, 1997
- The Sandman, Noches eternas (dessin), avec Neil Gaiman (scénario), Norma Editorial, 2004
- La Mansión de los Pampín, Norma Editorial, 2005

### En français
Bande dessinée
- Chienne de vie, Les Humanoïdes associés, 1988
- Demain les dauphins, Les Humanoïdes associés, 1988. Réédition sous le titre Fragments de l'encyclopédie des dauphins, Mosquito, 2006
- C'est du sport, Les Humanoïdes associés, 1989
- Stratos, Les Humanoïdes associés, 1990
- Manuel Montano (dessin), avec Fernando Luna (scénario), Casterman, coll. « Studio (À suivre) », 1990
- Y a plus de justice, Les Humanoïdes associés, 1991
- Trait de craie, Casterman, coll. « Studio (À suivre) », 1992.Une île munie d'une jetée blanche forme un trait de craie perdu au beau milieu de l'océan comme les âmes mélancoliques qui s'y croisent parfois. Il reçoit le Prix des libraires BD 93, l'Alph-art du meilleur album étranger d'Angoulême 94 et le Prix spécial du jury du Festival de Sierre 94.
- Pierre et le loup, Casterman, 1995.Adaptation du célèbre conte musical pour enfants de Sergueï Prokofiev,  (ISBN 2203182180)
- Venins de femmes, Éditions Albin Michel, coll. « l'Écho des savanes », 1996[3].Le contenu de cet album, des histoires courtes, est intégralement reparu en 2006 chez Casterman sous le titre Après l'amour. Les histoires sont toutefois présentées dans un ordre différent et avec un titre différent pour chacune.
- Quotidien délirant, Casterman, coll. « Studio (À suivre) », 1996
- Chroniques absurdes, Dupuis, coll. « Expresso » :

1. Un monde délirant, 2004
2. Un monde de brutes, 2004
3. Un monde barbare, 2005

- « Dream » (dessin), avec Neil Gaiman (scénario), dans Sandman, Nuits éternelles, Delcourt, coll. « Contrebande », 2004
- La Demeure des Gomez, Casterman, 2007
- Ardalén[4], Casterman, 2013
- Chroniques absurdes, Dupuis, coll. « Aire libre », 2016
- Proies faciles, Rue de Sèvres, 2017
- Le Triskel volé[5], Casterman, 2020

Illustration
- Éric Samer, Une lettre trouvée à Lisbonne, Éditions DS, coll. « Voyage sans amarres », 1995.
- Fantasmagorie, Mosquito, coll. « Raconteur d'images », 2000[6].
- Nostalgies de Belo Horizonte : Quand j'étais un autre, Casterman, 2005.

## Filmographie
- De profundis, 2007
- Création du design des personnages de la série animée Men in Black

## Récompenses
- 1990 :  Prix Max et Moritz de la meilleure publication de bande dessinée pour Quotidien délirant
- 1991 :  Alph-Art du meilleur album étranger au festival d'Angoulême pour Manuel Montano (avec Fernando Luna)[7]
- 1994 : 
  -  Alph-Art du meilleur album étranger au festival d'Angoulême pour Trait de craie[7]
  -  Prix des libraires de bande dessinée pour Trait de craie[2]
  - Prix spécial du jury du Festival de Sierre pour Trait de craie[2]
- 1998 :  Prix Max et Moritz de la meilleure publication de bande dessinée pour enfants et adolescents avec Illustrierte Kinderklassiken
- 2001 :  « Grand Boum-Caisse d'Epargne » au festival bd BOUM de Blois, pour l'ensemble de son œuvre
- 2013 :  Prix national de la bande dessinée pour Ardalén
- 2014 :  Prix du jury œcuménique de la bande dessinée pour Ardalén